# Караул (Туркменистан)
Караул — село в Ахалском велаяте Туркмении.

## Название
«Караул» означает «чёрный аул» (кара — чёрный).

## Расположение
Находится на высоте около 1300 метров над уровнем моря. Расстояние до ближайшего города Бахерден — 60 км по горной дороге, до Ашхабада — 170 км.
До горы Тагарев, по которой проходит граница с Ираном, по прямой линии около 20 км.
Село расположено в живописной гористой местности на самых северных склонах горной системы Копетдаг.